# Euryparyphes nigripes
Euryparyphes nigripes är en insektsart som beskrevs av Scott LaGreca 1993. Euryparyphes nigripes ingår i släktet Euryparyphes och familjen Pamphagidae. Inga underarter finns listade i Catalogue of Life.